# Jaderná elektrárna Mühleberg
Jaderná elektrárna Mühleberg (německy Kernkraftwerk Mühleberg, používaná zkratka KKM) je jaderná elektrárna, která se nachází v obci Mühleberg ve Švýcarsku. Elektrárna byla v provozu od roku 1972 do roku 2019. Nachází se asi 2 km severně od Mühlebergu na řece Aaře, přímo pod jezerem Wohlensee, 14 km západně od Bernu. Vlastníkem a provozovatelem je společnost BKW Energie.

## Technický popis

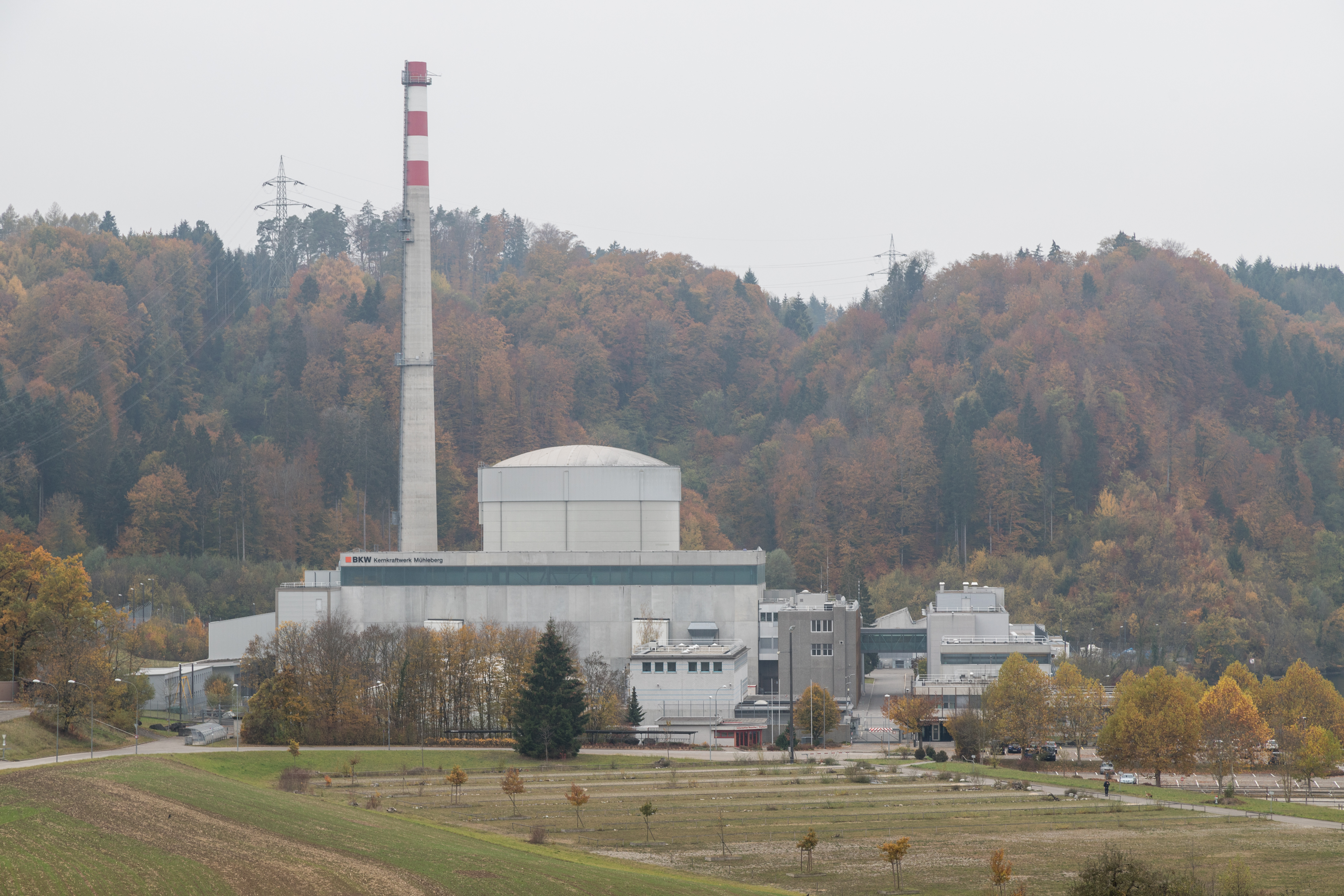
Pohled na elektrárnu (2018)

Vnitřní bezpečnostní kontejner (primární kontejner) typu Mark I je vybaven hruškovitým tlakovým nádobou z oceli a torusovitou komorou pro snižování tlaku (kondenzátorem). Na rozdíl od standardní konstrukce společnosti General Electric plní budova reaktoru v Mühlebergu funkci vnějšího bezpečnostního kontejneru. Ta je podtlaková a disponuje odvětrávacím systémem s filtry, které zadržují prach a cizí částice. Kromě toho je elektrárna vybavena přídavným kondenzátorem, tzv. vnějším torusem, který je schopen snížit případný nárůst tlaku ve vnějším bezpečnostním kontejnmentu. Reaktor pracoval při jmenovitém tlaku 72,3 bar a obsahoval 240 palivových článků. Jako jaderné palivo byl používán výhradně oxid uraničitý. Výkon reaktoru byl regulován primárně pomocí 57 křížových regulačních tyčí a sekundárně plynule pomocí dodatečného zařízení.
Vzhledem k relativně malému výkonu nebylo zařízení vybaveno chladicí věží, ale bylo chlazeno vodou z řeky Aary. Při chlazení říční vodou byla chladicí voda v kondenzátoru ohřátá maximálně o tři stupně Celsia a poté vrácena zpět do řeky. Při teplotách vody z řeky Aary vyšších než 18 stupňů Celsia musel být výkon reaktoru snížen, aby byla chráněna populace ryb v řece.

## Historie

Výstavba elektrárny Mühleberg (1969)

Souběžně s plánováním elektrárny Beznau 1 se tehdejší společnost Bernische Kraftwerke AG rozhodla postavit druhou jadernou elektrárnu v kantonu Bern. Jako možné místo byla vybrána lokalita Mühleberg a Švýcarský federální úřad pro energetiku (SFOE) tuto volbu schválil 21. července 1965. O dva roky později, 21. března 1967, bylo vydáno první částečné stavební povolení, které 7. března 1968 následovalo konečné povolení.
Reaktor dosáhl kritického stavu v březnu 1971, ale kvůli požáru v turbínové komoře musela být elektrárna odstavena kvůli opravám. Komerční provoz byl zahájen 6. listopadu 1972.
KKM byla jedinou švýcarskou jadernou elektrárnou, která neměla neomezenou provozní licenci. Kvůli problémům zjištěným během uvádění do provozu a některým probíhajícím testům nouzových chladicích systémů prováděným ve Spojených státech byla do roku 1980 udělena řada šestiměsíčních prodloužení licence, která se poté prodloužila na jeden rok. Následovala pětiletá, sedmiletá a desetiletá prodloužení licence. Tato prodloužení byla odůvodněna technickými vylepšeními, která měl provozovatel provést. Provozní licence byla znovu prodloužena v roce 1998 a měla vypršet 31. prosince 2012; dne 21. prosince 2009 však byla udělena neomezená licence.
Elektrárna požádala o zrušení omezení v roce 1990 a znovu v roce 1996, ale obě žádosti byly švýcarskou spolkovou radou zamítnuty z politických a technických důvodů. Třetí žádost, která byla od roku 2005 projednávána SFOE, byla přijata 21. prosince 2009.
Přijetí elektrárny místním obyvatelstvem bylo různé. Když byla elektrárna KKM postavena, nebyl proti jaderné energii téměř žádný odpor, ale situace se po havárii v elektrárně Three Mile Island rychle změnila. V roce 1992 bylo v kantonu Bern v referendu zamítnuto udělení neomezené provozní licence elektrárně, přičemž 51 % hlasovalo proti. V roce 2003 68 % obyvatelstva odmítlo iniciativu s názvem Strom ohne Atom, která navrhovala, aby byla elektrárna do roku 2005 uzavřena a nahrazena bezjadernou výrobou energie. Podobný návrh na kantonální úrovni již v roce 2000 odmítlo 64 % voličů. V roce 2006 vláda kantonu Bern předložila střednědobou energetickou strategii, která zahrnovala odklon od jaderné energie. Švýcarský parlament však vzal tuto strategii na vědomí a neudělil jí souhlas, přičemž jakékoli rozhodnutí o případném uzavření elektrárny přenechal spolkovým orgánům. Stejný orgán v roce 2007 vyzval bernskou vládu, aby usilovala o udělení neomezené provozní licence.
Provoz elektrárny byl ukončen 20. prosince 2019 v 12:30 místního času.

## Bezpečnostní události
Níže je uveden přehled událostí v jaderné bezpečnosti v Mühlebergu, které jsou klasifikovány na Mezinárodní stupnici jaderných událostí (INES), která se pohybuje od 0 (nejméně závažná) do 7 (nejzávažnější).
| Rok  | Úroveň INES | Úroveň INES | Úroveň INES | Úroveň INES | Úroveň INES | Úroveň INES | Úroveň INES | Úroveň INES | Celkově |
| Rok  | 0           | 1           | 2           | 3           | 4           | 5           | 6           | 7           | Celkově |
| ---- | ----------- | ----------- | ----------- | ----------- | ----------- | ----------- | ----------- | ----------- | ------- |
| 2019 | 2           | –           | –           | –           | –           | –           | –           | –           | 2       |
| 2018 | 4           | –           | –           | –           | –           | –           | –           | –           | 4       |
| 2017 | 3           | –           | –           | –           | –           | –           | –           | –           | 3       |
| 2016 | 3           | –           | –           | –           | –           | –           | –           | –           | 3       |
| 2015 | 7           | –           | –           | –           | –           | –           | –           | –           | 7       |
| 2014 | 8           | –           | –           | –           | –           | –           | –           | –           | 8       |
| 2013 | 13          | –           | –           | –           | –           | –           | –           | –           | 13      |
| 2012 | 6           | –           | –           | –           | –           | –           | –           | –           | 6       |
| 2011 | 3           | 1           | –           | –           | –           | –           | –           | –           | 4       |
| 2010 | 13          | –           | –           | –           | –           | –           | –           | –           | 13      |
| 2009 | 4           | –           | –           | –           | –           | –           | –           | –           | 4       |
| 2008 | 1           | –           | –           | –           | –           | –           | –           | –           | 1       |
| 2007 | 1           | –           | –           | –           | –           | –           | –           | –           | 1       |
| 2006 | 2           | –           | –           | –           | –           | –           | –           | –           | 2       |
| 2005 | 1           | –           | –           | –           | –           | –           | –           | –           | 1       |
| 2004 | 1           | –           | –           | –           | –           | –           | –           | –           | 1       |
| 2003 | 4           | –           | –           | –           | –           | –           | –           | –           | 4       |
| 2002 | 2           | –           | –           | –           | –           | –           | –           | –           | 2       |
| 2001 | 1           | –           | –           | –           | –           | –           | –           | –           | 1       |
| 2000 | –           | –           | –           | –           | –           | –           | –           | –           | 0       |
| 1999 | 3           | –           | –           | –           | –           | –           | –           | –           | 3       |
| 1998 | –           | 1           | –           | –           | –           | –           | –           | –           | 1       |
| 1997 | 3           | –           | –           | –           | –           | –           | –           | –           | 3       |
| 1996 | 2           | –           | –           | –           | –           | –           | –           | –           | 2       |
| 1995 | 1           | –           | –           | –           | –           | –           | –           | –           | 1       |

## Elektrárna Mühleberg 2
V létě 2008 bylo oznámeno, že probíhá zkoumání možností výstavby nové jaderné elektrárny. Společnost BKW podala 4. prosince 2008 žádost o rámcové povolení k nahrazení současné elektrárny. Plánován byl reaktor s maximálním výkonem 1600 MW a hybridní chladicí věží. V úvahu přicházely reaktory typu EPR nebo KERENA (do března 2009 označované jako SWR 1000) od společnosti Areva, AP-1000 nebo ESBWR od společnosti Mitsubishi. Aliance Stopp Atom, sdružující různé strany a asociace, oznámila ihned po zveřejnění žádosti referendum proti plánované výstavbě.
Dne 13. února 2011 schválili voliči kantonu Bern v konzultačním hlasování většinou 51,2 % (volební účast 51,7 %), že rozhodnutí kantonálního parlamentu, které podporuje nahrazení elektrárny, bude předáno spolkovým orgánům. V kantonálním parlamentu bylo 91 hlasů pro a 56 proti.
Dne 14. března 2011, během série nehod v japonské jaderné elektrárně Fukušima I, rozhodlo spolkové ministerstvo dopravy, energie a komunikací (UVEK) o pozastavení všech schvalovacích řízení pro nové jaderné elektrárny na švýcarském území na dobu neurčitou.

## Informace o reaktorech
| Reaktor   | Typ reaktoru | Výkon  | Výkon  | Zahájení výstavby | Připojení k síti | Uvedení do provozu | Uzavření     |
| Reaktor   | Typ reaktoru | Čistý  | Hrubý  | Zahájení výstavby | Připojení k síti | Uvedení do provozu | Uzavření     |
| --------- | ------------ | ------ | ------ | ----------------- | ---------------- | ------------------ | ------------ |
| Mühleberg | BWR          | 373 MW | 390 MW | 1. 3. 1967        | 1. 7. 1971       | 6. 11. 1972        | 20. 12. 2019 |